# Uomini sul fondo
(Frase che appare in coda al film)
Uomini sul fondo è un film del 1941, diretto da Francesco De Robertis, un ufficiale della Marina nativo di San Marco in Lamis, che dedica una vasta filmografia all'ambiente della Marina Militare italiana. Il titolo della versione estera è: SOS 103.

## Produzione
Il regista pugliese, nella sua qualità di direttore del Centro cinematografico presso il Ministero della Marina, si specializza in storie marinare. De Robertis nel 1940 si vede affidare dal Centro il compito di realizzare un film che abbia come protagonisti «gli ufficiali, i sottufficiali e l'equipaggio di un nostro sommergibile da grande crociera»: nasce Uomini sul fondo, primo della "tetralogia militare" della “guerra sul mare”, che comprende La nave bianca (diretto da/con Roberto Rossellini) e Alfa Tau!.
È il secondo consecutivo di sei film prodotti dalla Scalera. Roberto Rossellini viene chiamato ad assisterlo nel film, considerato tra le ultime pellicole del cinema di propaganda fascista e realizzato nel 1941. Nel cast Nicola Morabito, uno dei pochi attori che il regista riconfermerà in un'altra pellicola. De Robertis inizia la collaborazione con Carlo Bellero a cui affida la fotografia: dopo questo primo film, egli firmerà altre sette pellicole del regista. In questa occasione De Robertis conosce Mario Bava, che dirigerà la fotografia di molti suoi cortometraggi, e che lo considera un maestro.

## Trama
Durante le manovre di esercitazione il sommergibile A103, in fase di emersione, entra in collisione con il piroscafo Ariel, costretto a cambiare rotta per evitare un banco di nebbia. L'impatto produce uno squarcio nella fiancata del sottomarino che affonda. Fallisce il tentativo di far ripartire il sommergibile in quanto incagliato sul fondale.
Utilizzando il cilindro di salvataggio alcuni uomini riescono a risalire in superficie e a segnalare la posizione esatta. Accorrono le navi di salvataggio Titano e Ciclope, il pontone di sollevamento Anteo e due idrovolanti. Dopo alcune ore gran parte dell'equipaggio è stata tratta in salvo.
Il comando militare prepara un piano per pompare aria nella parte allagata del sommergibile in modo da far uscire l'acqua che lo appesantisce e provare a disincagliarlo. Il comandante e i sette marinai Lanciani, Vennarini, Nelli, Ciacci, Leandri, Villosio e Giuma, nonostante la pressione atmosferica e il livello di anidride carbonica abbiano raggiunto livelli quasi insopportabili, decidono di rimanere a bordo per cercare di salvare l'imbarcazione.
I palombari riescono a saldare lo squarcio, ma non riescono ad aprire la valvola per pompare aria all'interno. Si potrebbe tentare di aprirla dall'interno, ma il locale idrovore è completamente invaso dal cloro e l'impresa sembra impossibile. Il marinaio Leandri decide di sua iniziativa di tentare. Riesce ad aprire la valvola e a far passare l'aria, ma la sua mano rimane bloccata sotto la leva e l'uomo muore intossicato dai fumi. Il suo sacrificio consente però al sommergibile di disincagliarsi e ripartire.
Una volta emerso il sommergibile viene salutato festosamente, ma subito cala il silenzio quando la bandiera viene issata a mezz'asta per onorare lo spontaneo atto di eroismo del marinaio Leandri.

## Distribuzione
A La Spezia per la Festa della marineria nel giugno 2007, il film ha aperto la rassegna cinematografica.

## Accoglienza
In una critica contemporanea al film si legge: «il De Robertis tenacemente e pazientemente scruta ed esprime la sua realtà; tutto ciò è una severa lezione e può suscitare nel nostro cinema una tendenza in più, il valore dato al cosiddetto ambiente, in funzione di coro, di atmosfera, talvolta di protagonista; in più ancora, un'esatta intuizione di quali debbano essere i rapporti tra immagine e suono».
«Il primo lungometraggio d'ambiente marinaro appare come un'autentica rivelazione, anticipatrice del neorealismo, per il taglio documentaristico del racconto, che descrive con grande verismo uomini, ambienti e situazioni. Merita un posto d'onore tra i predecessori del cinema "neorealistico" per la sobrietà del suo approccio semi documentaristico, la rinuncia alla retorica militare, il sagace impiego degli attori non professionisti – tutti marinai della Marina – l'uso espressivo del montaggio cui probabilmente non fu estranea la lezione del cinema sovietico muto e del documentarismo britannico degli anni '30».
«Con stile austero e asciutto narra vicende con carattere corale, dove un gruppo di uomini lotta per la propria sopravvivenza in un contesto di estremo pericolo. Alcune sue produzioni spettacolari anticipano il neorealismo: in particolare Uomini sul fondo, i cui dati di stile saranno copiati in seguito da molti registi».
«Francesco De Robertis realizza Uomini sul fondo, un'opera considerata di grande rilievo poiché anticipatrice del neorealismo, sia per il taglio documentaristico della narrazione, sia per l'impiego di attori non professionisti».
«Fra tanti film strombazzati prima di nascere, eccone uno anonimo, inavvertito, senza lustri di grandi firme e di stelle che si scopre di colpo per un capolavoro del nostro cinema. Ha avuto la preziosa collaborazione del "Centro cinematografico della Marina"; gli interpreti sono gli ufficiali, i sottufficiali e l'equipaggio di un nostro sommergibile da grande crociera; hanno partecipato ai vari episodi della vicenda 24 sommergibilisti del primo Gruppo, quattro squadriglie "Mas" della sesta flottiglia, due squadriglie di idrovolanti da ricognizione, le navi di salvataggio Titano e Ciclope, il pontone da sollevamento Anteo».